# Lars Eller

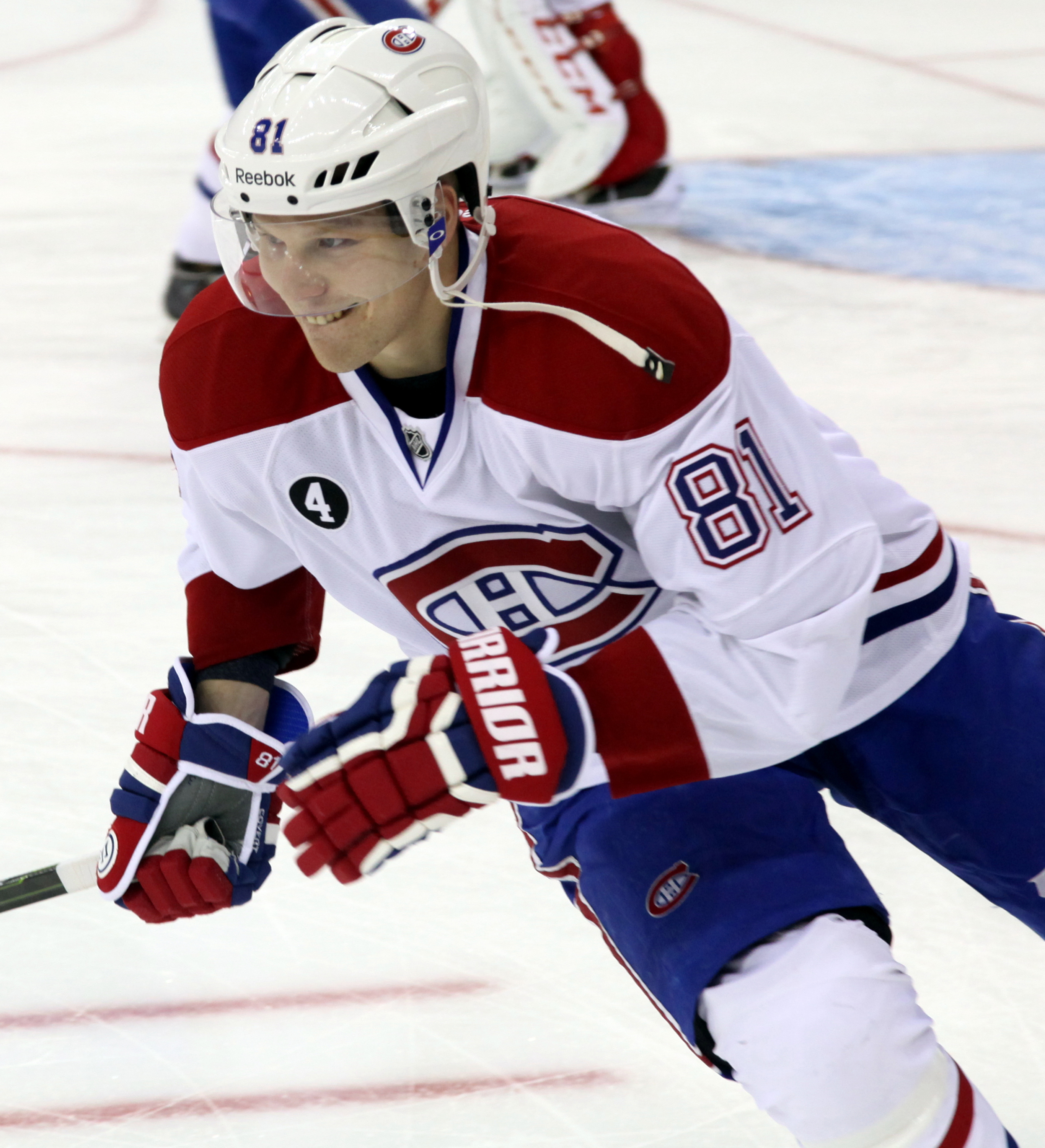
Eller med Montreal Canadiens i januari 2015.

Lars Fosgaard Eller, född 8 maj 1989, är en dansk professionell ishockeyspelare som spelar för Ottawa Senators i National Hockey League (NHL). Eller draftades i första rundan som 13:e spelare av St. Louis Blues i 2007. Eller gjorde sin debut med Blues innan han trejdades till Montreal Canadiens 2010 där han spelade sex säsonger när han trejdades till Washington Capitals 2016. Han blev den första dansk någonsin att vinna Stanley Cup med Capitals 2018 där han gjorde det matchavgörande målet och är även den första dansk som spelat mer än 1000 matcher i ligan. Internationellt har Eller representerat Danmark som både junior och senior inklusive fem VM-turneringar.

## Spelarkarriär
Eller valdes av St. Louis Blues som 13:e spelare totalt vid NHL Entry Draft 2007 och den 5 november 2009 gjorde han NHL-debut mot Calgary Flames i en match som  Blues förlorade med 1-2. Eller gjorde dock sitt lags enda mål då han styrde pucken förbi Flames finländske målvakt Miikka Kiprusoff.
17 juni 2010, efter endast sju matcher med Blues byttes Eller tillsammans med Ian Schultz bort till Montreal Canadiens i utbyte mot målvakten Jaroslav Halak. Han spelade sex säsonger för Canadiens (2010–2016) och en av höjdpunkterna var en match mot Winnipeg Jets den 4 januari 2012 då Eller gjorde fyra mål och spelade fram till ytterligare ett i en match som Canadiens vann med 7-3.
24 juni 2016 byttes Eller bort till Washington Capitals i utbyte mot två val i andra rundorna av 2017 och 2018 års NHL-drafter.
Säsongen 2017–18 vann Eller Stanley Cup med Capitals som förste dansk någonsin efter han själv avgjort sista matchen i finalserien mot Vegas Golden Knights, den 7 juni 2018, då han gjorde målet fram till 4-3 med sju minuter och 37 sekunder kvar att spela av den tredje perioden. Capitals vann finalserien med sammanlagt 4-1 i matcher.

## Personligt
Lars Eller är son till ishockeytränaren och före detta ishockeyspelaren Olaf Eller. Hans bror Mads Eller är även han ishockeyspelare, liksom hans halvbror Michael Smidt.

## Statistik

### Klubbkarriär
| 2004–05    | Rødovre Mighty Bulls | U19        | 28    | 21  | 26  | 47  | 20  | —   | —  | —  | —  | —  |
| 2004–05    | Rødovre SIK          | DAN-2      | 1     | 3   | 1   | 4   | 0   | —   | —  | —  | —  | —  |
| 2005–06    | Frölunda HC          | J20        | 36    | 7   | 7   | 14  | 6   | 2   | 0  | 0  | 0  | 0  |
| 2006–07    | Frölunda HC          | J20        | 39    | 18  | 37  | 55  | 58  | 8   | 4  | 1  | 5  | 24 |
| 2007–08    | Frölunda HC          | J20        | 9     | 4   | 4   | 8   | 10  | 7   | 5  | 6  | 11 | 14 |
| 2007–08    | Borås HC             | Allsv.     | 19    | 2   | 6   | 8   | 8   | —   | —  | —  | —  | —  |
| 2007–08    | Frölunda HC          | SEL        | 14    | 0   | 2   | 2   | 4   | 7   | 0  | 1  | 1  | 2  |
| 2008–09    | Frölunda HC          | SEL        | 48    | 12  | 17  | 29  | 28  | 10  | 3  | 1  | 4  | 12 |
| 2009–10    | Peoria Rivermen      | AHL        | 70    | 18  | 39  | 57  | 84  | —   | —  | —  | —  | —  |
| 2009–10    | St. Louis Blues      | NHL        | 7     | 2   | 0   | 2   | 4   | —   | —  | —  | —  | —  |
| 2010–11    | Montreal Canadiens   | NHL        | 77    | 7   | 10  | 17  | 48  | 7   | 0  | 2  | 2  | 4  |
| 2011–12    | Montreal Canadiens   | NHL        | 79    | 16  | 12  | 28  | 66  | —   | —  | —  | —  | —  |
| 2012–13    | JYP                  | SM-l       | 15    | 5   | 10  | 15  | 18  | —   | —  | —  | —  | —  |
| 2012–13    | Montreal Canadiens   | NHL        | 46    | 8   | 22  | 30  | 45  | 1   | 0  | 0  | 0  | 0  |
| 2013–14    | Montreal Canadiens   | NHL        | 77    | 12  | 14  | 26  | 68  | 17  | 5  | 8  | 13 | 18 |
| 2014–15    | Montreal Canadiens   | NHL        | 77    | 15  | 12  | 27  | 42  | 12  | 1  | 2  | 3  | 4  |
| 2015–16    | Montreal Canadiens   | NHL        | 79    | 13  | 13  | 26  | 28  | —   | —  | —  | —  | —  |
| 2016–17    | Washington Capitals  | NHL        | 81    | 12  | 13  | 25  | 36  | 13  | 0  | 5  | 5  | 10 |
| 2017–18    | Washington Capitals  | NHL        | 81    | 18  | 20  | 38  | 38  | 24  | 7  | 11 | 18 | 18 |
| 2018–19    | Washington Capitals  | NHL        | 81    | 13  | 23  | 36  | 37  | 7   | 1  | 2  | 3  | 2  |
| 2019–20    | Washington Capitals  | NHL        | 69    | 16  | 23  | 39  | 48  | 5   | 0  | 1  | 1  | 2  |
| 2020–21    | Washington Capitals  | NHL        | 44    | 8   | 15  | 23  | 21  | 4   | 0  | 1  | 1  | 0  |
| 2021–22    | Washington Capitals  | NHL        | 72    | 13  | 18  | 31  | 40  | 6   | 1  | 2  | 3  | 0  |
| 2022–23    | Washington Capitals  | NHL        | 60    | 7   | 9   | 16  | 36  | —   | —  | —  | —  | —  |
| 2022–23    | Colorado Avalanche   | NHL        | 24    | 3   | 4   | 7   | 10  | 7   | 0  | 0  | 0  | 0  |
| 2023–24    | Pittsburgh Penguins  | NHL        | 82    | 15  | 16  | 31  | 32  | —   | —  | —  | —  | —  |
| 2024–25    | Pittsburgh Penguins  | NHL        | 17    | 4   | 3   | 7   | 10  | —   | —  | —  | —  | —  |
| 2024–25    | Washington Capitals  | NHL        | 63    | 6   | 9   | 15  | 26  | 9   | 0  | 1  | 1  | 2  |
| NHL totalt | NHL totalt           | NHL totalt | 1 116 | 188 | 236 | 424 | 635 | 112 | 15 | 35 | 50 | 60 |

### Internationellt
| År            | Lag           | Turnering     |    | Matcher | Mål | Assist | Poäng | Utv |
| ------------- | ------------- | ------------- | -- | ------- | --- | ------ | ----- | --- |
| 2006          | Danmark       | U18-D1        | 5  | 5       | 5   | 10     | 8     |     |
| 2007          | Danmark       | JVM-D1        | 5  | 2       | 5   | 7      | 16    |     |
| 2007          | Danmark       | U18-D1        | 5  | 3       | 7   | 10     | 6     |     |
| 2008          | Danmark       | JVM           | 6  | 3       | 3   | 6      | 37    |     |
| 2008          | Danmark       | VM            | 6  | 0       | 2   | 2      | 0     |     |
| 2009          | Danmark       | OGQ           | 3  | 1       | 1   | 2      | 8     |     |
| 2009          | Danmark       | JVM-D1        | 5  | 3       | 3   | 6      | 20    |     |
| 2010          | Danmark       | VM            | 7  | 2       | 3   | 5      | 8     |     |
| 2012          | Danmark       | VM            | 7  | 3       | 2   | 5      | 14    |     |
| 2016          | Danmark       | VM            | 8  | 1       | 5   | 6      | 12    |     |
| 2019          | Danmark       | VM            | 3  | 2       | 3   | 5      | 6     |     |
| Junior totalt | Junior totalt | Junior totalt | 26 | 16      | 23  | 39     | 87    |     |
| Senior totalt | Senior totalt | Senior totalt | 34 | 9       | 16  | 25     | 48    |     |